# Racing Libertas Club 1911-1912
Questa pagina raccoglie i dati riguardanti il Racing Libertas Club nelle competizioni ufficiali della stagione 1911-1912.

## Rosa
| N. |                   | Ruolo | Calciatore           |
| -- | ----------------- | ----- | -------------------- |
|    | Italia (bandiera) | D     | Angelo Ballini       |
|    | Italia (bandiera) | P     | L. Cappellaro        |
|    | Italia (bandiera) | A     | Achille Ceresa       |
|    | Italia (bandiera) | A     | Vincenzo Delfrati    |
|    | Italia (bandiera) | D     | E. Pedraglio (I)     |
|    | Italia (bandiera) | C     | Luigi Pedraglio (II) |
|    | Italia (bandiera) | A     | Luciano Piatti       |
|    | Italia (bandiera) | D     | Sandro Radice        |

| N. |                     | Ruolo | Calciatore         |
| -- | ------------------- | ----- | ------------------ |
|    | Italia (bandiera)   | C     | Rinaldi            |
|    | Italia (bandiera)   | D     | Angelo Rovati      |
|    | Italia (bandiera)   | A     | Sassoli            |
|    | Italia (bandiera)   | A     | Lucchetti          |
|    | Italia (bandiera)   | C     | Rigoletto Trezzi   |
|    | Italia (bandiera)   | C     | Paolo Scheidler    |
|    | Italia (bandiera)   | A     | Battista Verga (I) |
|    | Svizzera (bandiera) | A     | Weiss E. (I)       |
|    | Italia (bandiera)   | A     | Giovanni Zapparoli |